# Lijst van burgemeesters van Elburg
Dit is een lijst van burgemeesters van de Nederlandse gemeente Elburg in de provincie Gelderland.
| Ambtsperiode | Naam burgemeester                       | Partij of stroming | Bijzonderheden |
| ------------ | --------------------------------------- | ------------------ | --- |
| 1724         | Herman Jacob van Erkelens               |                    | Zijn vrouw Elizabeth Agnes Schaffert komt uit Harderwijk. De 2de juli 1724 in ondertrouw en 23 juli getrouwd te Elburg. |
| ? - ?        |                                         |                    | |
| 1769 - 1786  | mr. Willem Anne baron van Spaen la Lecq | regeringsgezind    | |
| 1789 - 1795  | mr. Willem Anne baron van Spaen la Lecq | regeringsgezind    | |
| ? - ?        |                                         |                    | |
| 1825 - 1852  | Reinier Otto Hendrik van Maanen         |                    | |
| 1852 - 1867  | A.J. Krudop                             |                    | |
| 1867 - 1871  | Wyncko Tonckens                         |                    | was burgemeester van Giethoorn                                                                                          |
| 1871 - 1874  | W.F. Ketjen                             |                    | was burgemeester van Buurmalsen werd burgemeester van Zaltbommel                                                        |
| 1874 - 1898  | Henricus Theodorus Gregory              |                    | |
| 1898 - 1907  | Anthonij Bas Backer                     |                    | was burgemeester van Ophemert werd burgemeester van Bloemendaal                                                         |
| 1907 - 1912  | L. Mazel                                |                    | |
| 1912 - 1923  | Hendrik Albertus Reinold Jonkers        |                    | was burgemeester van Klaaswaal en van Numansdorp, werd burgemeester van Ophemert                                        |
| 1923 - 1940  | Jhr. Rhijnvis Feith                     |                    | |
| 1940         | Jan Smallenbroek                        | ARP                | waarnemend burgemeester                                                                                                 |
| 1940 - 1944  | G.A.F. baron van Lynden                 |                    | |
| 1945         | K. Veninga                              |                    | waarnemend |
| 1945? - 1946 | G.A.F. baron van Lynden                 |                    | werd burgemeester van Valburg                                                                                           |
| 1946 - 1953  | jhr. W.H. van de Poll                   |                    | werd burgemeester van Heerde                                                                                            |
| 1953         | J.H. Luiting Maten                      | ARP                | waarnemend burgemeester; tevens burgemeester van Oldebroek                                                              |
| 1953 - 1958  | Berend Folkerts                         | CHU                | |
| 1958 - 1968  | P. Bode                                 | CHU                | |
| 1968 - 1973  | drs. Kees Dekker                        | CHU                | waarnemend burgemeester; werd burgemeester van Hattem                                                                   |
| 1973 - 1983  | E.J.F. Westerhuis                       | ARP                | deels waarnemend burgemeester                                                                                           |
| 1983 - 2001  | mr. P.Th. van Hout                      | CDA                | was burgemeester van Hasselt                                                                                            |
| 2001 - 2007  | Henk Visser                             | ChristenUnie       | |
| 2007 - 2017  | Frans de Lange                          | ChristenUnie       | |
| 2017 - 2017  | Harry Dijksma                           | VVD                | waarnemend |
| 2017 - heden | Jan Nathan Rozendaal                    | ChristenUnie-SGP   | |